# Singi
Singii a fost un neam de origine geto-dacică, localizat de Vasile Pârvan pe cursul inferior al Mureșului, unde se afla cetatea Singidava, pomenită de Ptolemeu și identificată cu dava descoperită în apropiere de Cugir. 
Istoricul român este de părere că neamul singilor era foarte numeros. Ei ajunseseră să se întindă până la Dunărea de Mijloc, în zona de azi a Belgradului, unde întemeiaseră o nouă cetate numită de celți: Singidunum. Se pare că au migrat și spre vest, până în Moravia, unde se află localitatea Singone și spre sud până în peninsula Calcidică (Nordul Greciei) unde este menționată o așezare antică cu numele Singos, de la care s-a denumit și golful din apropiere, Singiticus.